# Alguien tiene que morir
Alguien tiene que morir (em pt: Alguém Tem de Morrer / br: Alguém Tem que Morrer) é uma minissérie hispano-mexicana do gênero thriller criada por Manolo Caro para a Netflix. A série limitada se passa na Espanha dos anos 1950 e consiste em três episódios, que giram em torno de uma sociedade conservadora e tradicional durante o regime de Franco.
A série apresenta Cecilia Suárez, Alejandro Speitzer, Ester Expósito e Carmen Maura no elenco. Todos os três episódios foram lançados simultaneamente pela Netflix em 16 de outubro de 2020.

## Sinopse
Um jovem é chamado de volta à Espanha do México por sua rica família após uma ausência de 10 anos, pois eles encontraram uma jovem adequada para ele se casar. No entanto, ele traz um dançarino de balé com ele, criando um conflito de aparências na cidade conservadora.

## Elenco e personagens
Uma extensa lista de elenco foi publicada em outubro de 2019 pela Cosmopolitan.
- Cecilia Suárez como Mina Falcón
- Ernesto Alterio como Gregorio Falcón
- Alejandro Speitzer como Gabino Falcón
- Isaac Hernández como Lázaro
- Ester Expósito como Cayetana Aldama
- Carlos Cuevas como Alonso Aldama
- Mariola Fuentes como Rosario
- Pilar Castro como Belén Aldama
- Juan Carlos Vellido como Santos Aldama
- Eduardo Casanova como Carlos
- Manuel Morón como Don Federico[4]
- Carmen Maura como Amparo Falcón

## Produção
Depois de sua série de sucesso na Netflix, La casa de las flores, Caro assinou um contrato exclusivo com a empresa de streaming e começou a produção de uma nova minissérie em três episódios, Alguien tiene que morir. Além de co-produzir e dirigir, Caro co-escreveu o show com Fernando Pérez e Monika Revilla; A produtora de Caro, Noc Noc Cinema, é considerada a principal produtora do programa. A mostra trata de temas de homofobia, conservadorismo, família e mudança tendo como pano de fundo a Espanha dos anos 1950.
O programa é o primeiro trabalho de Caro inteiramente feito na Espanha e seu primeiro trabalho não cômico. Algumas partes da segunda temporada de La casa de las flores foram ambientadas na Espanha, com Manuel Betancourt de Remezcla sugerindo que o país havia se tornado sua "última musa". A série começou a ser filmado em Madrid em 23 de outubro de 2019.
Caro chamou o elenco da série de "um sonho"; já havia trabalhado com vários deles: Suárez é seu colaborador constante e Casanova esteve nas cenas espanholas de  La casa de las flores. Betancourt escreveu que a inclusão da "musa OG de Pedro Almodóvar " em Maura tornou a série um "evento imperdível". Maura visitou Caro e Suárez enquanto eles estavam filmando em Madrid para La casa de las flores em fevereiro de 2019 para discutir sobre a séries. É a primeira atuação do bailarino mexicano Hernández, que é "considerado um dos melhores bailarinos do mundo". John Hopewell da Variety escreveu que, ao colocar atores como Maura e Suárez juntos, Caro estava "promovendo [o] sistema de estrelas da língua espanhola".

## Episódios
| N.º na série | N.º na temp. | Título                                       | Dirigido por | Escrito por                                   | Lançamento            |
| --- | ------------ | -------------------------------------------- | ------------ | --------------------------------------------- | --------------------- |
| 1 | 1            | "Soltar la presa" "Solte a presa" (BR)       | Manolo Caro  | Manolo Caro, Monika Revilla, & Fernando Pérez | 16 de outubro de 2020 |
| Os irmãos Alonso e Cayetana Aldama praticam tiro ao pombo em um prestigioso clube de campo, enquanto Cayetana informa a seu irmão que Gabino Falcón, da família Falcón, voltou à Espanha após 10 anos no México. Gabino surpreende sua família conservadora ao trazer seu amigo mexicano Lázaro para se hospedar com eles na mansão Falcón. Durante o jantar, a matriarca dos Falcón, Amparo, expressa em voz alta sua desaprovação da profissão de Lázaro como bailarino e castiga sua nora, Mina, ao ser vista sendo amiga de Rosário, a empregada doméstica. O marido de Mina, Gregorio, é um oficial de alto escalão do governo que estupra Mina; Mina se apaixona por Lázaro ao vê-lo praticar balé. No dia seguinte, Gabino encontra um hostil Alonso no clube de campo enquanto Mina discute o casamento arranjado de Gabino com Cayetana com a mãe de Cayetana, Belén. Enquanto isso, Gregorio se encontra com o chefe da família Aldama, Santos, para discutir os termos da abertura de uma nova fábrica de calçados com a permissão do governo de Franco. De volta a mansão, Rosario implora a Mina que dê a ela o selo oficial do governo de Gregorio para que seu marido seja libertado da prisão. Mina concorda e tenta roubar o carimbo do marido do escritório, mas acaba falhando. Gregorio acerta um encontro de Gabino com Alonso sobre um cargo executivo na nova fábrica dos Aldama, mas sai antes do fim da entrevista. À noite, Gabino, Lázaro e Cayetana vão ver El Rapto na cidade, depois Cayetana beija Lázaro. Furioso, Gabino deixa Cayetana para fora do carro e dá uma volta em uma esquina onde beija Lázaro. Lázaro o repreende, dizendo que Gabino se enganou, e sai do carro. Ao chegar em casa, Gabino diz a Gregorio que ele nunca será o filho que deseja. |              |                                              |              |                                               |                       |
| 2 | 2            | "Tomar puntería" "Mire o alvo" (BR)          | Manolo Caro  | Manolo Caro, Monika Revilla, & Fernando Pérez | 16 de outubro de 2020 |
| Amparo, suspeitando da proximidade de Rosario com Mina, faz perguntas invasivas a Rosario sobre sua condição de viúva. Enquanto isso, Mina viaja com Gabino para a casa dos Aldama para se desculpar pelo tratamento que Gabino deu a Cayetana, mas ele sai do carro em um semáforo antes de eles cheguem. Ele vai ao clube de campo para praticar tiro ao pombo ao lado de Alonso, que ainda trata Gabino com nojo. Na mansão Falcón, Rosario acidentalmente vê Lázaro e Mina dançando. Amparo confronta Mina sobre Rosário ser comunista como seu marido preso e ameaça avisar a polícia. Mina chantageia Amparo com uma carta secreta que Gabino escreveu 10 anos antes implicando Amparo na morte de seu marido idoso, o que resultou no traumatizado Gabino sendo enviado para viver no México com os pais de Mina. Lázaro sai com Cayetana para um parque de diversões, mas vai embora depois que ela tenta beijá-lo. Irritado por ter sido abandonada, Cayetana alimenta os rumores que circulam de que Gabino e Lázaro são um casal homossexual. Gregorio é informado dos rumores por Santos e leva Gabino a um centro de detenção do governo, onde gays são torturados para revelar a identidade de outros gays. Amparo procura a carta secreta. Rosário tenta visitar o marido na prisão, mas não tem coragem de fazer a viagem. Uma discussão entre Alonso e Gabino no clube de campo faz com que Gabino e Lázaro sejam sequestrados por Alonso e seus amigos. Alonso força Lázaro a dançar para o grupo antes de espancá-lo. O trabalho de Gregorio é ameaçado por rumores sobre a homossexualidade de Gabino; Mina providencia para que Gabino e Lázaro escapem de trem noturno para Paris. Alonso visita um local onde homens se prostituem em segredo e fantasia sobre fazer sexo com homens, mas não consegue fazer isso. |              |                                              |              |                                               |                       |
| 3 | 3            | "Apretar el gatillo" "Aperte o gatilho" (BR) | Manolo Caro  | Manolo Caro, Monika Revilla, & Fernando Pérez | 16 de outubro de 2020 |
| A polícia prende Gabino na estação ferroviária enquanto Lázaro foge. Ele é levado ao centro de detenção para homossexuais, onde Gregorio vê os guardas torturando Gabino para saber a localização de Lázaro. Ele os interrompe e tenta argumentar com seu filho. Alonso se encontra com seu pai e fica sabendo que os planos da nova fábrica foram suspensos devido ao escândalo em torno da família Falcón. Lázaro entra sorrateiramente no clube de campo e manda avisar Mina para encontrá-lo lá. Alonso visita Gabino e lhe dá uma arma para esconder com ele. Incapaz de encontrar a carta secreta na mansão, Amparo chantageia Rosario para lhe dar a chave do armário pessoal de Mina no clube de campo. Rosario obedece, e descobre depois que seu marido morreu de pneumonia. Amparo faz um discurso na competição de tiro ao pombo no clube de campo, onde Cayetana e seus amigos competem. Amparo vai até o armário de Mina, mas não encontra a carta secreta. Rosario entrega a carta secreta a Gregorio dobrando-a em sua camisa social. Depois de ler, ele procura Rosario, mas encontra seus aposentos completamente vazios. Ele consegue que Gabino seja libertado sob sua custódia. Uma garçonete informa Cayetana que viu Lázaro na mata, fora do clube de campo. Cayetana encontra Lázaro e Mina fazendo sexo. Ela informa Amparo, que providencia para que eles sejam presos pelo segurança do clube. Cayetana tenta libertar Lázaro, mas revela que suas boas intenções são um ardil e zomba dele por acreditar nela. Amparo se encontra com Mina, onde ela confessa ter matado o marido na frente de Gabino. Gregorio chega ao clube e enfrenta a mãe. Gabino se senta no carro com Alonso, que pergunta a Gabino como é fazer sexo com um homem. Gabino conta a história da perda da virgindade com Alonso quando pré-adolescente, fazendo este último chorar. Alonso tenta se suicidar, mas Gabino o impede. Eles veem Gregorio arrastando Lázaro para fora e os perseguem. Em uma clareira, Gregorio mantém Lázaro e Mina sob a mira de uma arma. Ele incita Gabino a atirar neles por adultério, mas Alonso usa a arma que deu a Gabino para atirar e matar Gregorio. Amparo aparece e mata Alonso. Ela caça Lázaro, atirando mortalmente no peito dele antes de voltar sua atenção para Mina. Gabino e Amparo se envolvem em um confronto armado que termina quando Gabino atira nela. Mina e Gabino encontra o corpo de Lázaro, e depois seus destinos são incertos. |              |                                              |              |                                               |                       |